# 부산광역시체육회
부산광역시체육회(釜山廣域市體育會, Busan Sports Council)는 부산광역시의 학교 체육 및 생활 체육의 진흥, 시민 건강과 체력 증진, 여가 선용 및 복지 향상 등을 위하여 대한체육회 산하에 설치된 기관이다.
체육회의 회장은 대의원확대기구에서 선출한다.

## 연혁
- 1963년 3월 17일: 부산직할시체육회 설립
- 1995년 1월 1일: 부산광역시체육회로 변경
- 2016년 2월 29일: 부산광역시 통합체육회 창립대의원총회 개최

## 조직
회장
- 사무처
  - 경영기획본부
    - 총무부
    - 마케팅기획부

  - 체육진흥본부
    - 경기운영부
    - 학교클럽부

  - 체육지원본부
    - 회원단체운영부
    - 공정체육부

### 지부
- 강서구체육회
- 금정구체육회
- 남구체육회
- 동구체육회
- 동래구체육회
- 부산진구체육회
- 북구체육회
- 사상구체육회
- 사하구체육회
- 서구체육회
- 수영구체육회
- 연제구체육회
- 영도구체육회
- 중구체육회
- 해운대구체육회
- 기장군체육회